# Intervenção da OTAN na Bósnia e Herzegovina
A intervenção da OTAN na Bósnia e Herzegovina compreendeu de uma série de ações realizadas pela OTAN para estabelecer, e em seguida, manter a paz durante e após a Guerra da Bósnia [carece de fontes?]. A intervenção da OTAN começou por ser em grande parte política e simbólica, mas gradualmente se expandiu para incluir operações aéreas de grande escala e a implantação de cerca de 60.000 soldados sob a Operação Joint Endeavor.

## Envolvimento e início do monitoramento
O primeiro envolvimento da OTAN tanto na Guerra da Bósnia como nas guerras iugoslavas em geral foi em fevereiro de 1992, quando a aliança emitiu uma declaração exortando todos os beligerantes no conflito a permitir a implantação de forças de paz das Nações Unidas. Embora primariamente simbólica, esta declaração preparou o caminho para ações posteriores da OTAN. 
Em 10 de julho de 1992, os ministros das Relações Exteriores da OTAN concordaram, em uma reunião em Helsínquia, em auxiliar as Nações Unidas no controle do cumprimento das sanções estabelecidas pelas resoluções 713 (1991) e 757 (1992) do Conselho de Segurança das Nações Unidas. Isto levou ao início da Operação Maritime Monitor na costa de Montenegro, que foi coordenada com a Operação Sharp Vigilance da União da Europa Ocidental no Estreito de Otranto em 16 de julho. Em 9 de outubro de 1992, o Conselho de Segurança aprovou a Resolução 781, estabelecendo uma zona de exclusão aérea sobre a Bósnia e Herzegovina. Em resposta, em 16 de outubro, a OTAN expandiu sua missão na área para incluir Operação Sky Monitor, que monitorou o espaço aéreo da Bósnia para os voos não autorizados.

## Exigindo o cumprimento: 1992-1993
Em 16 de novembro de 1992, o Conselho de Segurança emitiu a Resolução 787, que exortou os Estados membros a "interromper todo o transporte marítimo interno e externo, a fim de inspecionar e verificar suas cargas" para assegurar o cumprimento das sanções. Em resposta a esta resolução, a OTAN desativou a Maritime Monitor em 22 de novembro, e substituiu-a com a Operação Maritime Guard, sob a qual as forças da OTAN foram autorizadas a parar de navios e inspecionar suas cargas. Ao contrário da Sky Monitor e da Maritime Monitor, esta foi uma verdadeira missão de execução, e não apenas uma de monitoramento. 
A missão aérea da OTAN também passou de monitoramento à execução. O Conselho de Segurança emitiu a Resolução 816, que autorizou os Estados a utilizar medidas "para assegurar o cumprimento" com a zona de exclusão aérea sobre a Bósnia.  Em resposta, em 12 de abril de 1993, a OTAN iniciou a Operação Deny Flight, que foi encarregada de aplicar a zona, usando aviões de caça baseados na região de exclusão aérea. 
Ao longo de 1993, o papel das forças da OTAN na Bósnia cresceu gradualmente. Em 10 de junho de 1993, a OTAN e a ONU concordaram que a atuação das aeronaves sob a Deny Flight iriam fornecer apoio aéreo aproximado para a UNPROFOR mediante pedido da ONU. Em 15 de junho, a OTAN integrou Operação Maritime Guard e as atividades navais da União da Europa Ocidental na região para Operação Sharp Guard, e expandiu o seu papel para incluir maiores poderes de execução.

## Crescente papel do poder aéreo: 1994
Em 28 de fevereiro de 1994, o escopo do envolvimento da OTAN na Bósnia aumentou dramaticamente. Em um incidente perto de Banja Luka, caças da OTAN que operavam sob a Deny Flight abateram quatro jatos sérvios. Esta foi a primeira operação de combate na história da OTAN e abriu as portas para um papel crescente da OTAN na Bósnia.  Em abril, o papel do poder aéreo da OTAN continuou a crescer durante um ataque sérvio em Goražde. Em resposta, a OTAN lançou sua primeira missão de apoio aéreo em 10 de abril de 1994, bombardeado vários alvos sérvios mediante pedido dos comandantes das Nações Unidas. A OTAN lançou vários outros ataques aéreos limitados ao longo do ano, em coordenação com as Nações Unidas.

## Operações em 1995 e Operação Força Deliberada
A OTAN prosseguiu as suas operações aéreas sobre a Bósnia no primeiro semestre de 1995. Durante este período, o piloto americano Scott O'Grady foi abatido sobre a Bósnia por um míssil terra-ar disparado por soldados sérvios da Bósnia. Ele acabou por ser resgatado com segurança, mas a sua derrubada causou preocupação nos Estados Unidos e em outros países da OTAN sobre a supremacia aérea da OTAN na Bósnia e induziu algumas chamadas para uma ação mais agressiva da OTAN para eliminar as capacidades anti-aéreas dos sérvios.

### Srebrenica e Conferência de Londres
Em julho de 1995, os sérvios bósnios lançaram um ataque contra a cidade bósnia de Srebrenica, terminando com a morte de cerca de 8.000 civis no massacre de Srebrenica. Depois dos acontecimentos terríveis em Srebrenica, 16 nações se reuniram na Conferência de Londres, iniciada em 21 de julho de 1995, para considerar novas opções para a Bósnia. Como resultado da conferência, o Secretário-geral das Nações Unidas, Boutros Boutros-Ghali deu ao general Bernard Janvier, o comandante militar da ONU, a autoridade para solicitar ataques aéreos da NATO sem consultar autoridades civis da ONU, como forma de agilizar o processo.  Como resultado da conferência, o Conselho do Atlântico Norte e a ONU também concordaram em usar ataques aéreos da OTAN em resposta aos ataques em qualquer uma das outras áreas de segurança na Bósnia. Os participantes da conferência também concordaram em princípio com a utilização de ataques aéreos em grande escala pela OTAN em resposta a futuros atos de agressão sérvia. 

### Operação Força Deliberada
Depois da Conferência de Londres, a OTAN planejou uma nova campanha aérea agressiva contra os sérvios bósnios. Em 28 de agosto de 1995, as forças sérvias lançaram um morteiro no mercado de Sarajevo matando 37 pessoas. O almirante Leighton Smith, o comandante da da OTAN, recomendou que a OTAN lançasse ataques aéreos de retaliação sob a Operação Força Deliberada.  Em 30 de agosto de 1995, a OTAN lançou oficialmente a Operação Força Deliberada com bombardeios em larga escala aos alvos sérvios. O bombardeio durou até 20 de setembro de 1995 e os ataques envolveram 338 alvos individuais.

## Os Acordos de Dayton e IFOR
Em grande parte como resultado dos bombardeios sob a Operação Força Deliberada e alterações na situação do campo de batalha, os beligerantes na Guerra da Bósnia se reuniram em Dayton, Ohio, em novembro de 1995, e assinaram o Acordo de Dayton, um tratado de paz. Como parte dos acordos, a OTAN concordou em fornecer 60 mil soldados de paz para a região, como parte da Força de Implementação (IFOR). Em dezembro de 1995, sob a Operação Joint Endeavor, a OTAN implantou essas forças. Estas forças permaneceram implantadas até dezembro de 1996, quando os que permaneceram na região foram transferidas para a Força de Estabilização (SFOR). As forças de paz da SFOR permaneceram na Bósnia até 2004.